# Westinghouse Air Brake Company
Westinghouse Air Brake Company (WABCO) var ett av den amerikanske uppfinnaren George Westinghouse grundat verkstadsföretag, som tillverkade tryckluftsbromsar för tåg.
Westinghouse uppfann tryckluftsbromsen för tåg i delstaten New York 1869. Strax därefter flyttade han till Pittsburgh i Pennsylvania, där han den 28 september 1869 grundade WABCO.
Efter att ha bedrivit tillverkning av tryckluftsbromsutrustning i Pittsburgh i ett antal år lät Westinghouse uppföra fabriksanläggningar och även bostäder för de anställda i det lilla samhället Wilmerding en bit öster om Pittsburg. År 1889 flyttades tryckluftsbromsfabriken till Wilmerding och där uppfördes även WABCO:s huvudkontor 1890.
Direkta efterträdare till WABCO är WABCO Vehicle Control Systems, en luftbromstillverkare för nyttofordon, och Wabtec, en järnvägsutrustningtillverkare, vilka båda har ägts och drivits oberoende av varandra sedan mitten av 1900-talet.